# Kolda (région)
La région de Kolda est l'une des 14 régions administratives du Sénégal. Elle est située en Haute-Casamance, dans le sud du pays. Elle est bordée au nord par la Gambie, au sud par la Guinée-Bissau et la Guinée, à l'Ouest par la région de Sédhiou et à l'Est par la région de Tambacounda. Le chef-lieu régional est la ville de Kolda.

## Organisation territoriale
Le 7 février 1984 fut décidée la subdivision du Sénégal en 10 régions en remplacement des régions naturelles. Ainsi, de l'ancienne région naturelle de Casamance sont nées les régions de Ziguinchor et de Kolda.
Un nouveau décret, datant du 10 septembre 2008 porte le nombre de régions à 14 et voit l'ancien département de Sédhiou soustrait de la région de Kolda. 
Le ressort territorial actuel, ainsi que le chef-lieu des régions, départements et arrondissements sont ceux fixés par ledit décret qui abroge toutes les dispositions antérieures contraires.

### Départements
Depuis le redécoupage d'août 2008, la région est divisée en 3 départements :
- Kolda ;
- Médina Yoro Foulah ;
- Vélingara.

### Arrondissements
La région comprend 9 arrondissements :
- Dioulacolon ;
- Mampatim, créé en 2008 ;
- Saré Bidji, créé en 2008 ;
- Fafacourou ;
- Ndorna ;
- Niaming ;
- Bonconto ;
- Pakour ;
- Saré Coly Sallé, créé en 2008.

### Communes
La région compte 9 communes :
- Kolda ;
- Dabo, créée en 2008 ;
- Salikégné, créée en 2008 ;
- Saré Yoba Diéga, créée en 2008 ;
- Médina Yoro Foulah, créée en 2008 ;
- Pata, créée en 2008 ;
- Vélingara ;
- Kounkané, créée en 2008 ;
- Diaobé-Kabendou, créée en 2008.

## Personnalité née dans la région de Kolda
- Moussa Balde, mathématicien et homme politique, ancien ministre, Président du Conseil Départemental de Kolda